# Décès en 1021
Décès
- 1017
- 1018
- 1019
- 1020
- 1021
- 1022
- 1023
- 1024
- 1025

Cette page dresse une liste de personnalités mortes au cours de l'année 1021 :
- 13 février : al-Hakim, calife Fatimide.
- 5 mars : Arnoul, archevêque de Reims, remplacé par Ebles de Roucy[1].
- 16 mars : Héribert de Cologne, archevêque de Cologne.
- 21 avril : Wolbodon, prince-évêque de Liège.
- 7 juillet : Fujiwara no Akimitsu, fonctionnaire japonais, membre de l'influente famille Fujiwara, qui occupe le poste de Sadaijin (Ministre de gauche).
- 17 août : Erkanbald, abbé de Fulda puis archevêque de Mayence.
- 3 novembre : Abû 'Abd ar-Rahmân as-Sulamî, historien du soufisme et compilateur de ahadîth.
- 24/25 décembre : Ælfgar, évêque d'Elmham.

- Arnoul de France, ou Arnoul de Reims, fils bâtard du roi Lothaire de France, nommé archevêque de Reims.
- Adela d'Hamaland (en), comté d'Hamaland.
- Chams ad-Dawla, émir bouyide d'Hamadân.
- Dawood Bin Qutubshah (en), 27e Da'i al-Mutlaq (en).
- Fujiwara no Yoshikane (en)
- Hamid al-Din al-Kirmani, enseignant ismaélien.
- Mac Cú Ceanain (en), roi Uí Díarmata (en) (Irlande).
- Máel Muire ingen Amlaíb (en), reine Irlandaise (en).
- Minamoto no Yorimitsu, ou Minamoto no Raiko, est un membre du clan Minamoto.
- Usui Sadamitsu, samouraï.

## Crédit d'auteurs
- Cet article est partiellement ou en totalité issu de l'article intitulé « 1021 » (voir la liste des auteurs).